# Longma
Un longma, ou cheval-dragon (chinois simplifié : 龙马 ; chinois traditionnel : 龍馬 ; pinyin : lóng mǎ) est une créature de la mythologie chinoise, ayant l'apparence d'un cheval ailé avec les écailles d'un dragon. Le nom chinois longma combine long (龍), qui désigne le dragon chinois, et ma (馬), qui désigne le cheval.
Edward H. Schafer insiste sur la « grande importance » du cheval pour les dirigeants de la dynastie Tang en matière de tactiques militaires, de politique diplomatique et de privilège aristocratique. Cet animal était investi de sainteté par la tradition ancienne, douée de qualités prodigieuses et visiblement marqué par une origine divine. Un mythe l'a proclamé parent du dragon, issu des pouvoirs mystérieux de l'eau. En effet, tous les chevaux merveilleux, tels que le cheval du pieux Hsüan-Tsang qui, dans la légende ultérieure, portait les écritures sacrées de l'Inde, étaient des avatars de dragons. Dans l'antiquité, le plus grand cheval appartenant aux Chinois était simplement appelé « dragon ».

## Mythologie comparée
Plusieurs éléments constitutifs du longma sont communs à différentes cultures. D'après Edward H. Schafer : 
« La légende des chevaux nés de l'eau était connue dans diverses parties du Turkestan. À Kucha, par exemple, lorsque cette ville a été visitée par Hsang-Tsang au VIIe siècle, il y avait un lac de dragons devant l'un de ses temples. Les dragons, changeant de forme, se joignent à des juments, la progéniture est une espèce sauvage de cheval (dragon-cheval) difficile à apprivoiser et d'une nature féroce : la race de ces chevaux-dragons est devenue docile. Cette histoire doit avoir son origine plus à l'ouest, dans les terres iraniennes, où les chevaux ailés étaient familiers dans l'art et le mythe. On dit même que les chevaux à petites pattes du « Tadjik », c'est-à-dire des Arabes, sont nés de la conjonction de dragons et de juments sur les rives de la « mer occidentale ». »
Les créatures hybrides et chimériques inspirées par le cheval ne sont pas une spécificité culturelle chinoise, ce type de créatures combinant des traits de dragon et de cheval est connu dans de nombreuses régions du monde. Ainsi, la mythologie grecque connaît l'hippocampe, qui combine des traits de cheval à ceux d'un poisson ou d'un dragon aquatique, sur le même principe que le longma.
Dans la mythologie babylonienne, « dragon-cheval » est un titre donné à la déesse Tiamat.

## Galerie

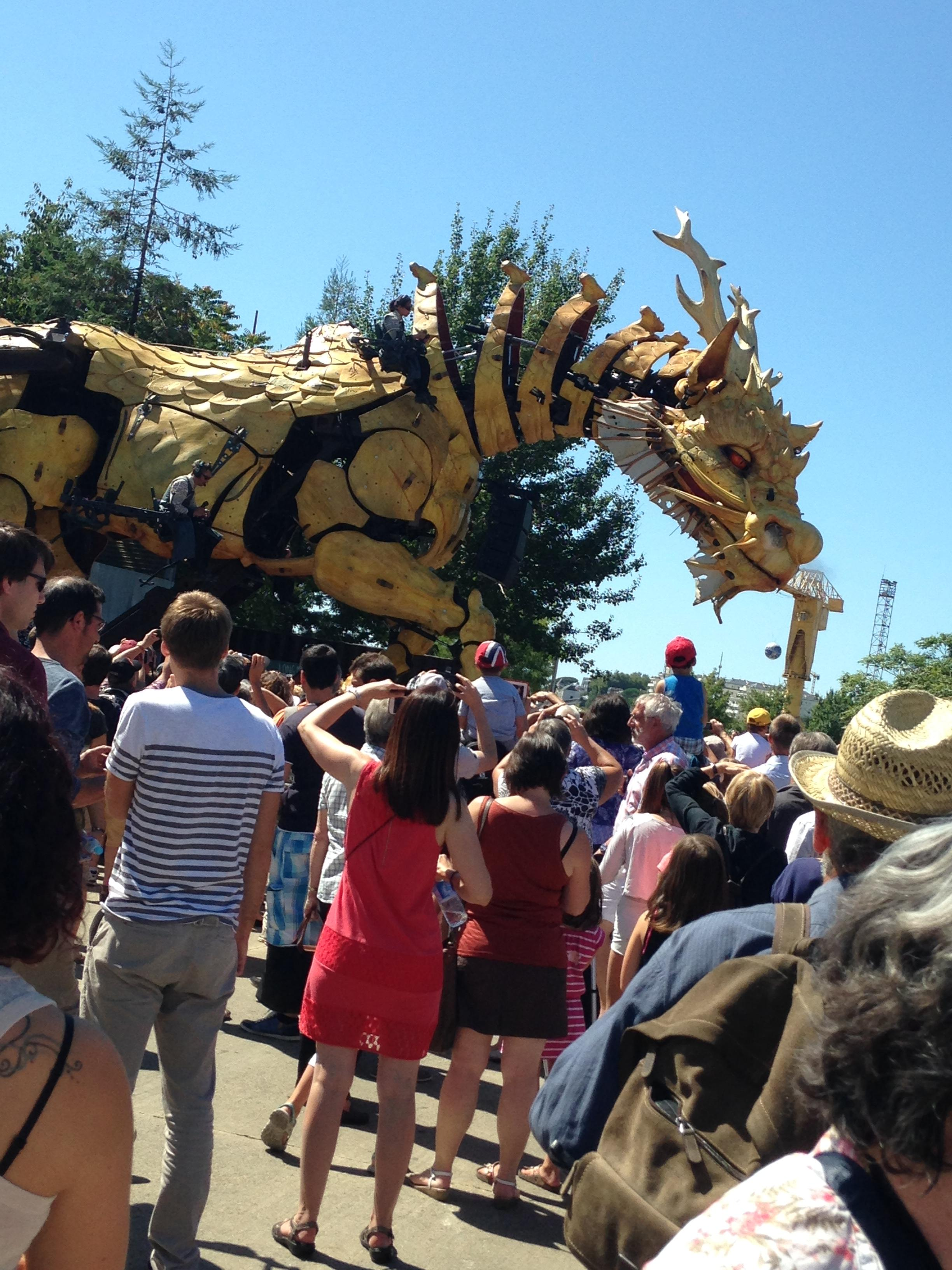
Longma, Compagnie La Machine, Nantes, France, 2015.
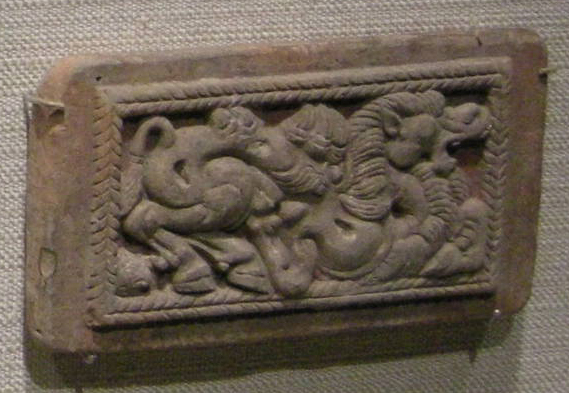
Moule de boucle de ceinture en argile, Nord de la Chine, IIe-Ier siècle avant notre ère.